# Reyrieux
Reyrieux és un municipi francès situat al departament de l'Ain i a la regió d'Alvèrnia-Roine-Alps. L'any 2007 tenia 3.992 habitants.

## Demografia

### Població
El 2007 la població de fet de Reyrieux era de 3.992 persones. Hi havia 1.339 famílies de les quals 222 eren unipersonals (107 homes vivint sols i 115 dones vivint soles), 420 parelles sense fills, 610 parelles amb fills i 87 famílies monoparentals amb fills.
La població ha evolucionat segons el següent gràfic:
Habitants censats

### Habitatges
El 2007 hi havia 1.473 habitatges, 1.356 eren l'habitatge principal de la família, 52 eren segones residències i 65 estaven desocupats. 1.313 eren cases i 145 eren apartaments. Dels 1.356 habitatges principals, 1.097 estaven ocupats pels seus propietaris, 219 estaven llogats i ocupats pels llogaters i 41 estaven cedits a títol gratuït; 12 tenien una cambra, 31 en tenien dues, 128 en tenien tres, 333 en tenien quatre i 853 en tenien cinc o més. 1.146 habitatges disposaven pel capbaix d'una plaça de pàrquing. A 468 habitatges hi havia un automòbil i a 821 n'hi havia dos o més.

### Piràmide de població
La piràmide de població per edats i sexe el 2009 era:
| Homes | Edats   | Dones |
| ----- | ------- | ----- |
| 0     | 95 o +  | 8     |
| 4     | 90 a 94 | 28    |
| 16    | 85 a 89 | 24    |
| 24    | 80 a 84 | 12    |
| 56    | 75 a 79 | 28    |
| 68    | 70 a 74 | 56    |
| 60    | 65 a 69 | 76    |
| 88    | 60 a 64 | 72    |
| 100   | 55 a 59 | 92    |
| 132   | 50 a 54 | 132   |
| 108   | 45 a 49 | 128   |
| 148   | 40 a 44 | 156   |
| 172   | 35 a 39 | 200   |
| 96    | 30 a 34 | 116   |
| 76    | 25 a 29 | 108   |
| 116   | 20 a 24 | 92    |
| 108   | 15 a 19 | 124   |
| 160   | 10 a 14 | 136   |
| 196   | 5 a 9   | 172   |
| 116   | 0 a 4   | 80    |

## Economia
El 2007 la població en edat de treballar era de 2.517 persones, 1.828 eren actives i 689 eren inactives. De les 1.828 persones actives 1.746 estaven ocupades (928 homes i 818 dones) i 82 estaven aturades (39 homes i 43 dones). De les 689 persones inactives 225 estaven jubilades, 322 estaven estudiant i 142 estaven classificades com a «altres inactius».

### Ingressos
El 2009 a Reyrieux hi havia 1.385 unitats fiscals que integraven 3.952 persones, la mediana anual d'ingressos fiscals per persona era de 23.751 €.

### Activitats econòmiques
Dels 234 establiments que hi havia el 2007, 1 era d'una empresa extractiva, 2 d'empreses alimentàries, 7 d'empreses de fabricació de material elèctric, 1 d'una empresa de fabricació d'elements pel transport, 19 d'empreses de fabricació d'altres productes industrials, 34 d'empreses de construcció, 46 d'empreses de comerç i reparació d'automòbils, 18 d'empreses de transport, 8 d'empreses d'hostatgeria i restauració, 6 d'empreses d'informació i comunicació, 12 d'empreses financeres, 10 d'empreses immobiliàries, 29 d'empreses de serveis, 30 d'entitats de l'administració pública i 11 d'empreses classificades com a «altres activitats de serveis».
Dels 53 establiments de servei als particulars que hi havia el 2009, 1 era una oficina de correu, 1 una oficina bancària, 1 funerària, 5 tallers de reparació d'automòbils i de material agrícola, 1 autoescola, 4 paletes, 3 guixaires pintors, 10 fusteries, 3 lampisteries, 9 electricistes, 4 perruqueries, 1 veterinari, 6 restaurants, 3 agències immobiliàries i 1 saló de bellesa.
Dels 8 establiments comercials que hi havia el 2009, 1 era una botiga de més de 120 m², 1 una botiga de menys de 120 m², 1 una fleca, 1 una peixateria, 2 botigues d'equipament de la llar i 2 floristeries.
L'any 2000 a Reyrieux hi havia 22 explotacions agrícoles que ocupaven un total de 760 hectàrees.

## Equipaments sanitaris i escolars
L'únic equipament sanitari que hi havia el 2009 era una farmàcia.
El 2009 hi havia 1 escola maternal i 2 escoles elementals. Reyrieux disposava d'un col·legi d'educació secundària amb 529 alumnes.

## Poblacions més properes
El següent diagrama mostra les poblacions més properes.